# Красносельское (Самарская область)
Красносе́льское — село в Сергиевском районе Самарской области. Административный центр сельского поселения Красносельское.

## История
В 1973 году указом Президиума Верховного Совета РСФСР село центральной усадьбы совхоза «Красный» переименовано в Красносельское.

## Население
| 2008 | 2010 |
| ---- | ---- |
| 688  | ↘658 |